# Gerald Sibon
Gerald Sibon (Emmen, 19 de abril de 1974) é um ex-futebolista neerlandês que atuava como atacante.

## Carreira
Sibon representou a Seleção Neerlandesa de Futebol, nas Olimpíadas de 2008.
Após três temporadas no Heerenveen, foi anunciado em 21 de maio de 2010 como novo reforço do Melbourne Heart, clube estreante na A-League, treinado por seu conterrâneo John van 't Schip.

## Títulos
AFC Ajax
- Campeonato Neerlandês de Futebol: 1998
- Copa dos Países Baixos: 1998, 1999

PSV Eindhoven
- Campeonato Neerlandês de Futebol: 2005, 2006
- Copa dos Países Baixos: 2005

Roda JC
- Copa dos Países Baixos: 1997

Nuremberg
- Copa da Alemanha: 2007